# Чи Ин Джин
Чи Ин Джин (кор. 池仁珍?, 지인진?, родился 18 июля 1973 в Сеуле, Южная Корея) — южнокорейский боксёр-профессионал, выступающий в полулёгкой (Featherweight) весовой категории. Является действующим чемпионом мира по версии ВБС (WBC).